# Квіткарка скрипунова
Квіткарка (Ополиця) скрипунова  (Judolia (Pachytodes) cerambyciformis Schrank, 1781) — вид жуків з родини Скрипунових.

## Молекулярна філогенія
На основі молекулярних даних Квіткарка (Ополиця) скрипунова належить до підроду Ополиця (Pachytodes) у роді Квіткарка (Judolia).

## Поширення
За типом ареалу P. cerambyciformis відноситься до європейської групи видів у складі європейського зоогеографічного комплексу.

## Екологія
На території Українських Карпат — чисельний вид, широко розповсюджений в передгір'ях і горах. Вид прив'язаний до листяних та мішаних лісів, оскільки є поліфагом листяних деревних порід. Літ триває з початку червня до середини серпня з максимумом у другій декаді липня (в гірських районах). Імаго відвідують квіти гадючника, арункусу, борщівників тощо.

## Морфологія

### Імаго
Передньоспинка з 2 поперечними виїмками при основі, покрита короткими лежачими волосками. Надкрила звужені до вершини, менш ніж в три рази довші за передньоспинку, жовто-бурого кольору з 3-4-а чорними плямами позаду плечового горбика, вкороченою перев'яззю за серединою та затемненою вершиною. Тіло укорочене, досить широке і масивне. Довжина — 6-12 мм.

### Личинка
На голові личинки, біля основи вусиків, по 1 вічку. Епістом короткий. Гіпостом плоский. Наличник трапецієподібний. Верхня губа поперечна. Ноги добре розвинені. Середній поперечний валик дорзальних рухових мозолів черевця більш-менш склеротизований, в шипиках. 9-й терґіт черевця в другій половині в довгих волосках.

## Життєвий цикл
Личинки розвиваються в корінні пнів, листяних дерев, що всохли або схнуть. Заляльковування відбувається в лялечковій камері у поверхневому шарі ґрунту біля коренів. Генерація — 2 роки.